# درخت پر
 درخت پر(نام علمی: Cotinus coggygria) نام یک گونه از تیره پسته‌ایان است.

## نگارخانه

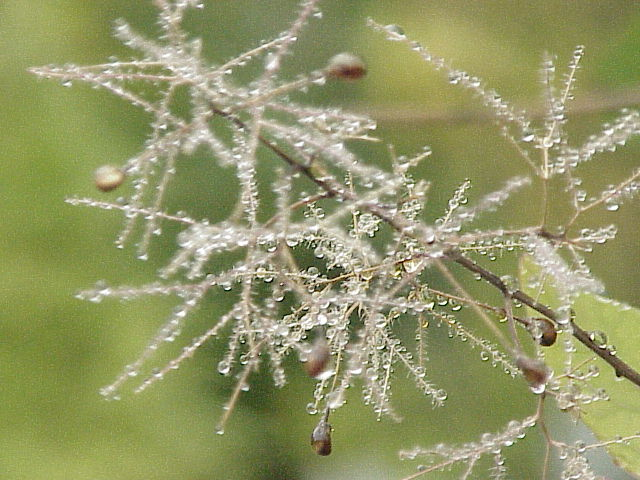
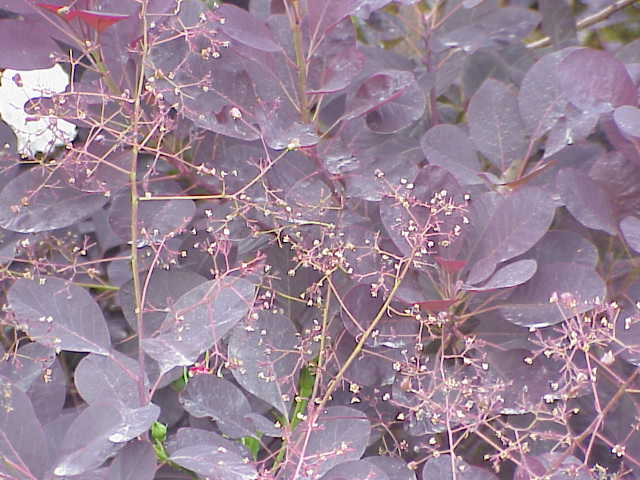
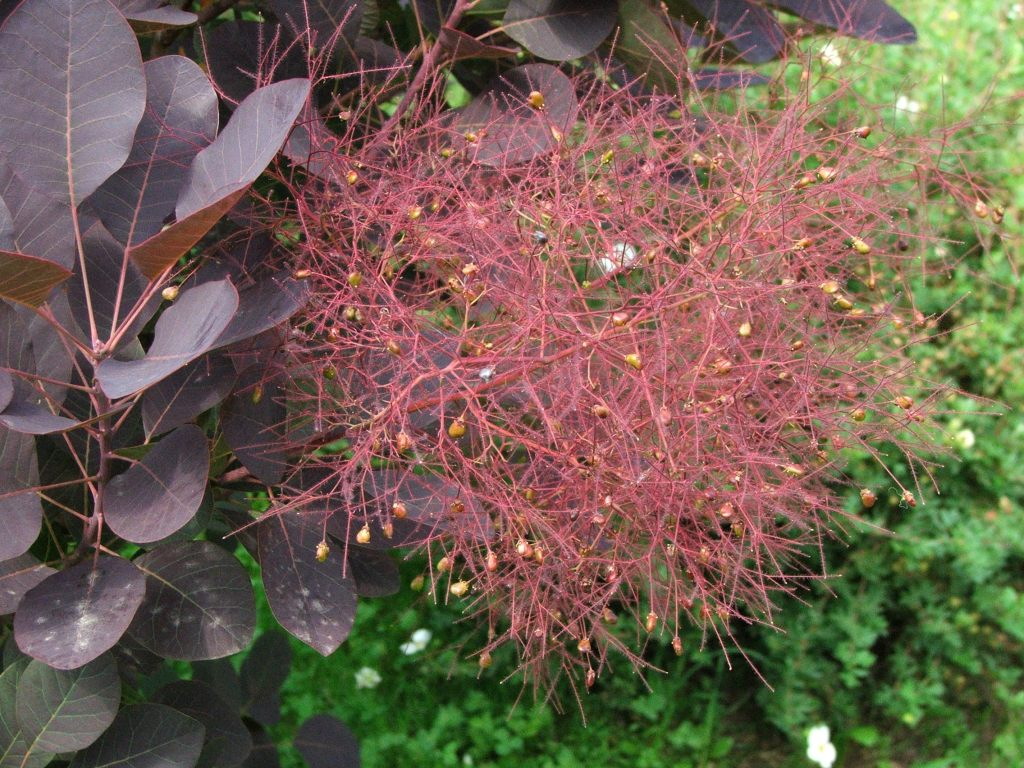
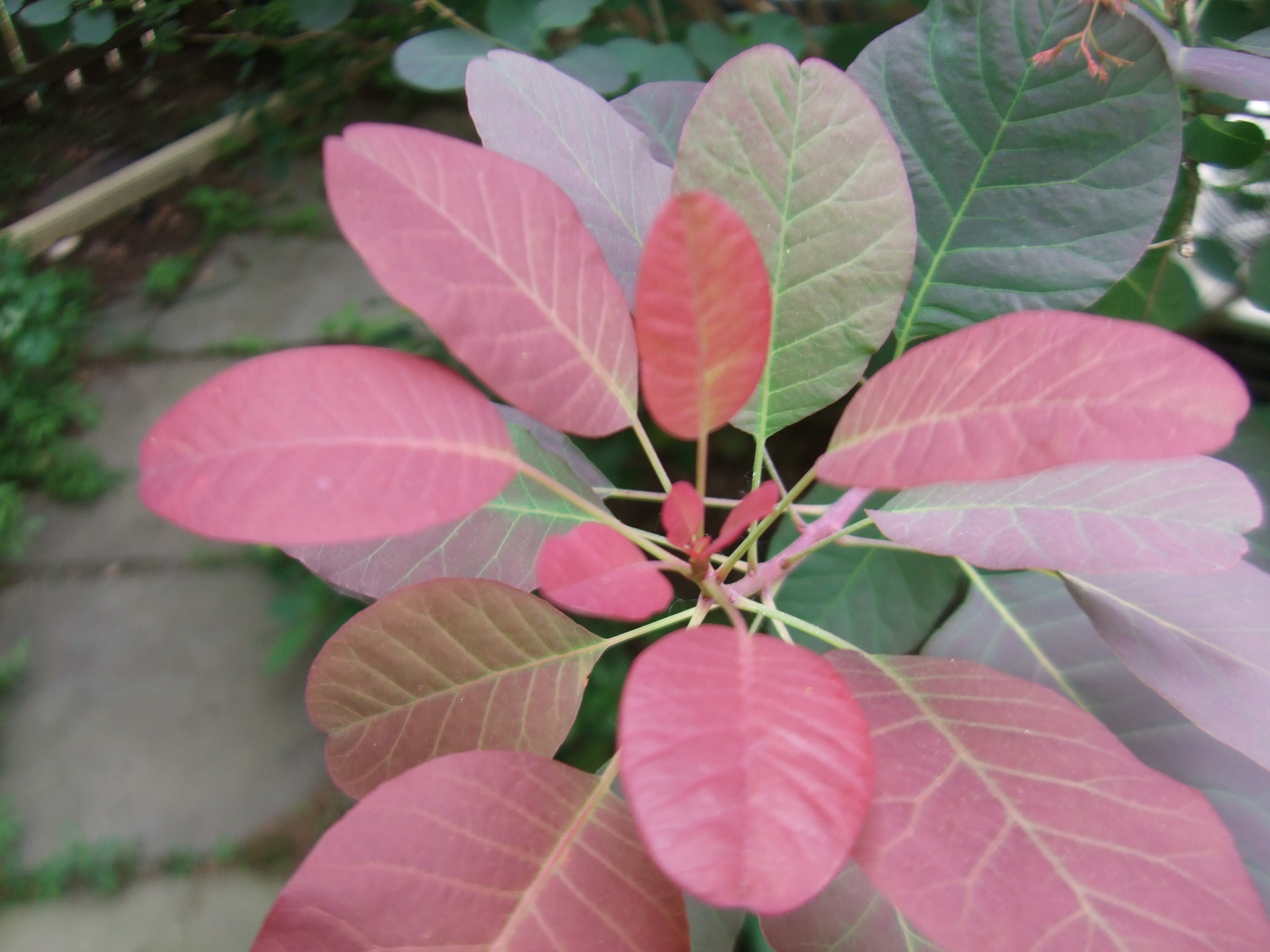
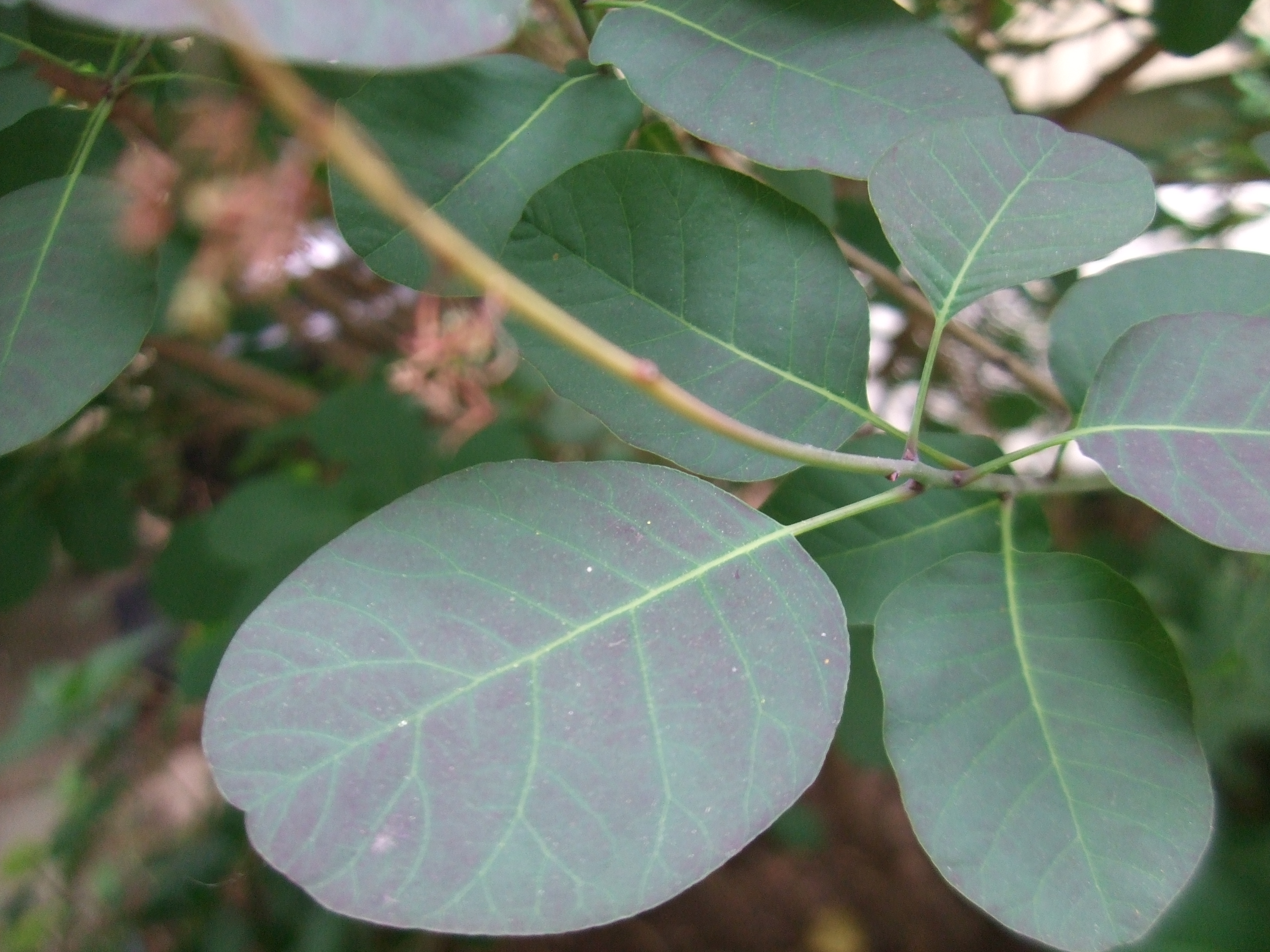
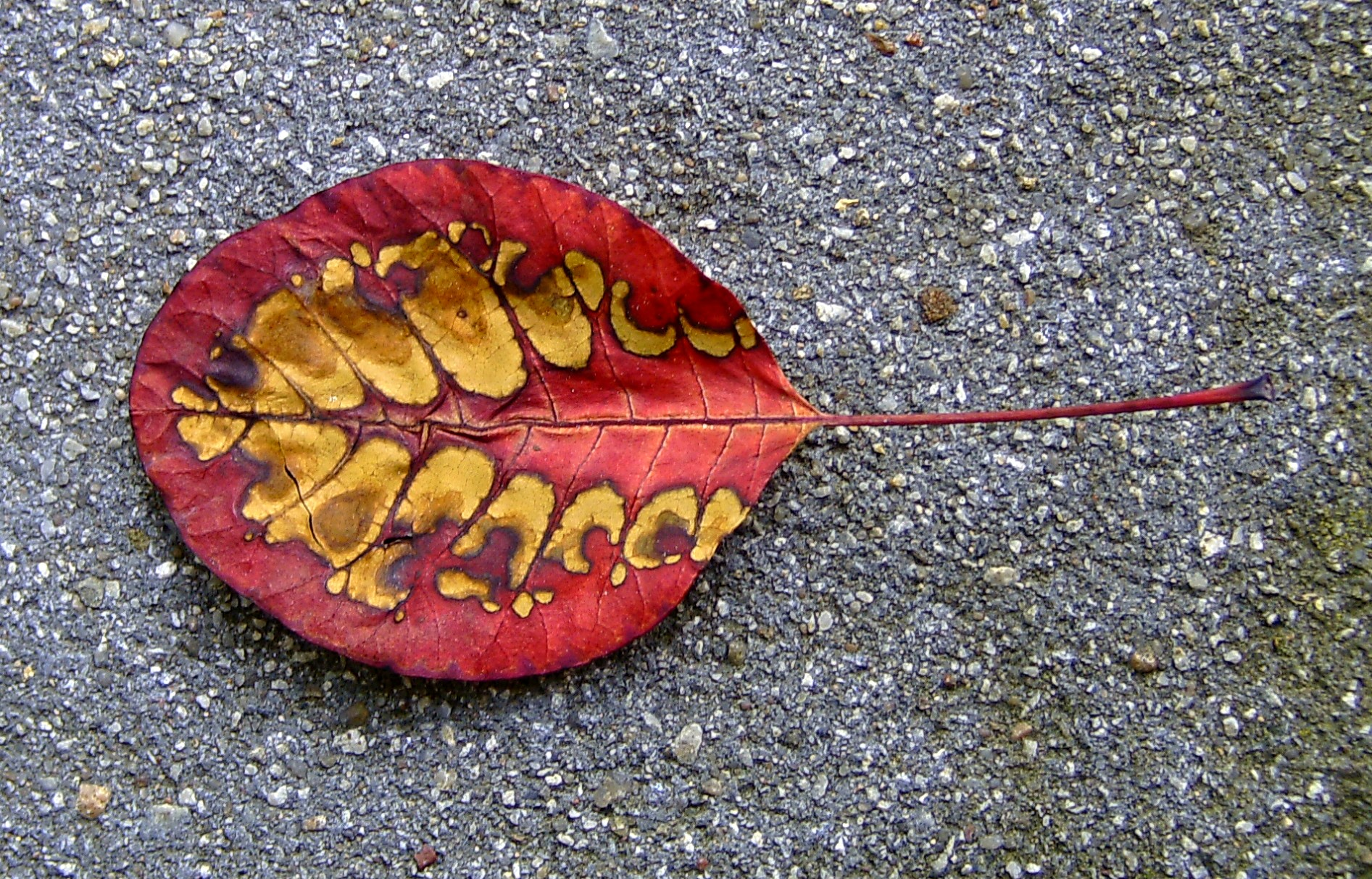